# Classe Ivan Gren
La classe Ivan Gren (in cirillico: проекта 11711, nome in codice NATO: Ivan Gren) note in patria anche con l'acronimo BDK è una classe di navi da guerra anfibia di fabbricazione russa entrate in servizio a partire dal 2018.
Secondo la classificazione occidentale, le unità di questa classe corrispondono al profilo di Landing Ship Tank.

## Descrizione
La Ivan Gren è una nave da sbarco anfibia pesante progettata per la 
Marina Militare Russa, destinata a operazioni costiere e di proiezione della forza su territori ostili. Con il suo scafo imponente e le sue linee robuste, la Ivan Gren é pensata per trasportare veicoli corazzati, truppe e materiale bellico direttamente su spiagge non attrezzate.
La nave combina capacità logistiche e tattiche: il ponte di carico permette di imbarcare carri armati e veicoli blindati, oltre a trasportare reparti di fanteria di marina. Sul ponte di volo può operare elicotteri da trasporto o da attacco, garantendo supporto aereo alle operazioni di sbarco.
Progettata per resistere a condizioni operative complesse, la Ivan Gren è in grado di navigare in mari agitati e operare in scenari ostili. La sua struttura massiccia e l’armamento difensivo la rendono una risorsa chiave nelle strategie anfibie della Russia Moderna.

## Unità
| Nome                | Cantiere            | Impostazione        | Varo                | In servizio         | Flotta              | Stato               |
| Voenno-morskoj flot | Voenno-morskoj flot | Voenno-morskoj flot | Voenno-morskoj flot | Voenno-morskoj flot | Voenno-morskoj flot | Voenno-morskoj flot |
| ------------------- | ------------------- | ------------------- | ------------------- | ------------------- | ------------------- | ------------------- |
| Ivan Gren           | Kaliningrad         | 24 dicembre 2004    | 18 maggio 2012      | 20 giugno 2018      | Nord                | Attivo              |
| Pёtr Morgunov       | Kaliningrad         | 11 giugno 2015      | 25 maggio 2018      | 23 dicembre 2020    | Pacifico            | Attivo              |
| Vladimir Andreyev   | Kaliningrad         | 23 aprile 2019      |                     | 2024                | Nord                | prove in mare       |
| Vasily Trushin      | Kaliningrad         | 23 aprile 2019      |                     | 2024                | Pacifico            | in costruzione      |